# به من قول بده (ترانه بورلی کریون)
«به من قول بده» (به انگلیسی: Promise Me) ترانه‌ای از بورلی کریون خواننده/ترانه‌سرای اهل بریتانیا است. این قطعه که در قالب تک‌آهنگ اصلی اولین آلبوم استودیویی کرِیوِن منتشر شد، آهنگ امضای او به‌شمار می‌آید.
«به من قول بده» در آغاز انتشارش موفقیت به‌خصوصی به‌دست نیاورد اما حضور در تلویزیون بریتانیا و یک تور موفق در بریتانیا باعث شد تا در سال ۱۹۹۱ مجدداً منتشر شود و در ماه می آن‌سال تا ردهٔ سوم آفیشال چارتس صعود کند. ترانه در سراسر اروپا موفق بود: در بلژیک دومین ترانهٔ پرفروش روز شد و در فرانسه، ایرلند و هلند جزو ۱۰تای برتر چارت‌های موسیقی شد.

## فهرست قطعات تک‌آهنگ
هردو قطعه را بورلی کریون سروده‌است. تک‌آهنگ نسخه‌های صفحه‌های ۷ اینچی و مینی سی‌دی
1. «بهم قول بده» – ۳:۳۵
2. «به باران گوش می‌کنم» – ۲:۵۵

## موقعیت در جدول‌های فروش موسیقی
| چارت (۱۹۹۰–۱۹۹۱)             | بالاترین جایگاه |
| ---------------------------- | --------------- |
| استرالیا (اِی‌آرآی‌اِی)          | ۱۱۷             |
| بلژیک (اولتراتاپ ۵۰ فلاندرز) | ۲               |
| اروپا (یوروچارت هات ۱۰۰)     | ۱۶              |
| فرانسه (اس‌ان‌ئی‌پی)            | ۶               |
| ایرلند (ایرما)               | ۷               |
| هلند (۴۰ آهنگ برتر)          | ۸               |
| هلند (۱۰۰ تک‌آهنگ برتر)       | ۷               |
| تک‌آهنگ‌های بریتانیا (اوسی‌سی)  | ۳               |

| چارت (۱۹۹۰)          | جایگاه |
| -------------------- | ------ |
| اولتراتاپ بلژیک      | ۳۲     |
| ۴۰ تک‌آهنگ برتر هلند  | ۵۰     |
| ۱۰۰ تک‌آهنگ برتر هلند | ۵۱     |

| چارت (۱۹۹۱)           | جایگاه |
| --------------------- | ------ |
| یوروچارت هات ۱۰۰      | ۸۰     |
| آفیشال چارتس بریتانیا | ۲۹     |

## گواهی‌ها
| منطقه                            | گواهی | واحد گواهی‌شده/فروش |
| -------------------------------- | ----- | ------------------ |
| فرانسه (اس‌ان‌ئی‌پی)                | نقره  | ۱۲۵٬۰۰۰*           |
| * رقم فروش تنها بر پایهٔ گواهی‌ها. |       |                    |